# Guy de Maligny
Guy de Maligny, dit aussi de Marlagny, mort après 1143, est un évêque de Lausanne du XIIe siècle.

## Biographie
Guy de Maligny est mentionné pour la première fois en 1132. Il semble issu de la noblesse de la Franche-Comté.
En 1132, il est archidiacre du chapitre cathédral de Besançon. Il monte sur le trône épiscopal de Lausanne en 1134. Peu de temps après, il fonde l'abbaye cistercienne de Haut-Crêt. Il est déposé en 1143 ou 1144.